# Amphiesma sarawacense
Amphiesma sarawacense е вид влечуго от семейство Смокообразни (Colubridae). Видът е незастрашен от изчезване.

## Разпространение
Разпространен е в Бруней, Индонезия (Калимантан) и Малайзия (Западна Малайзия, Сабах и Саравак).